# 1821年君士坦丁堡大屠杀
1821年君士坦丁堡大屠杀，发生于奥斯曼土耳其统治下的君士坦丁堡（伊斯坦布尔），奥斯曼当局对城内的希腊人（被稱為「法那人」）进行了種族滅絕，以报复希腊人的起义（即希腊独立战争）。当各地希腊人起义的消息传到奥斯曼帝国首都君士坦丁堡时，便发生了大量针对希腊人的大规模屠杀、毁坏教堂、洗劫希腊人财产等事件  。